# Fenêtre sur cour
Pour les articles homonymes, voir Fenêtre sur cour (homonymie).
Pour l’article ayant un titre homophone, voir  Fenêtre sur cours.
Pour plus de détails, voir Fiche technique et Distribution.
Fenêtre sur cour (Rear Window) est un film américain à suspense produit et réalisé par Alfred Hitchcock pour la compagnie Paramount Pictures. Tourné du 23 novembre 1953 au 13 janvier 1954 aux studios Paramount à Los Angeles, il est sorti en août 1954 aux États-Unis et le 1er avril 1955 en France. Il a été présenté à la Mostra de Venise de 1954.
Le film, écrit par John Michael Hayes d'après la nouvelle It Had to Be Murder de Cornell Woolrich sous le pseudonyme de William Irish, met en scène James Stewart dans le rôle d'un photographe qui, à la suite d'un accident, se retrouve en fauteuil roulant et passe son temps à observer ses voisins, dont un qu'il commence à soupçonner de meurtre. Grace Kelly joue le rôle de la petite amie de Stewart, Thelma Ritter celui de son infirmière, Wendell Corey un détective, et Raymond Burr le voisin suspect.
Le film est considéré par de nombreux spectateurs, critiques et spécialistes du cinéma comme l’un des meilleurs films d'Hitchcock. Il a reçu quatre nominations aux Oscars. Depuis 1997, il figure au National Film Registry, et est cité au 48e rang dans le classement des 100 meilleurs films américains établi en 2007 par l'American Film Institute (édition du 10e anniversaire). Il est 33e dans le classement des meilleurs films de tous les temps sur le site de référence IMDb avec une note moyenne de 8,6⁄10.

## Synopsis

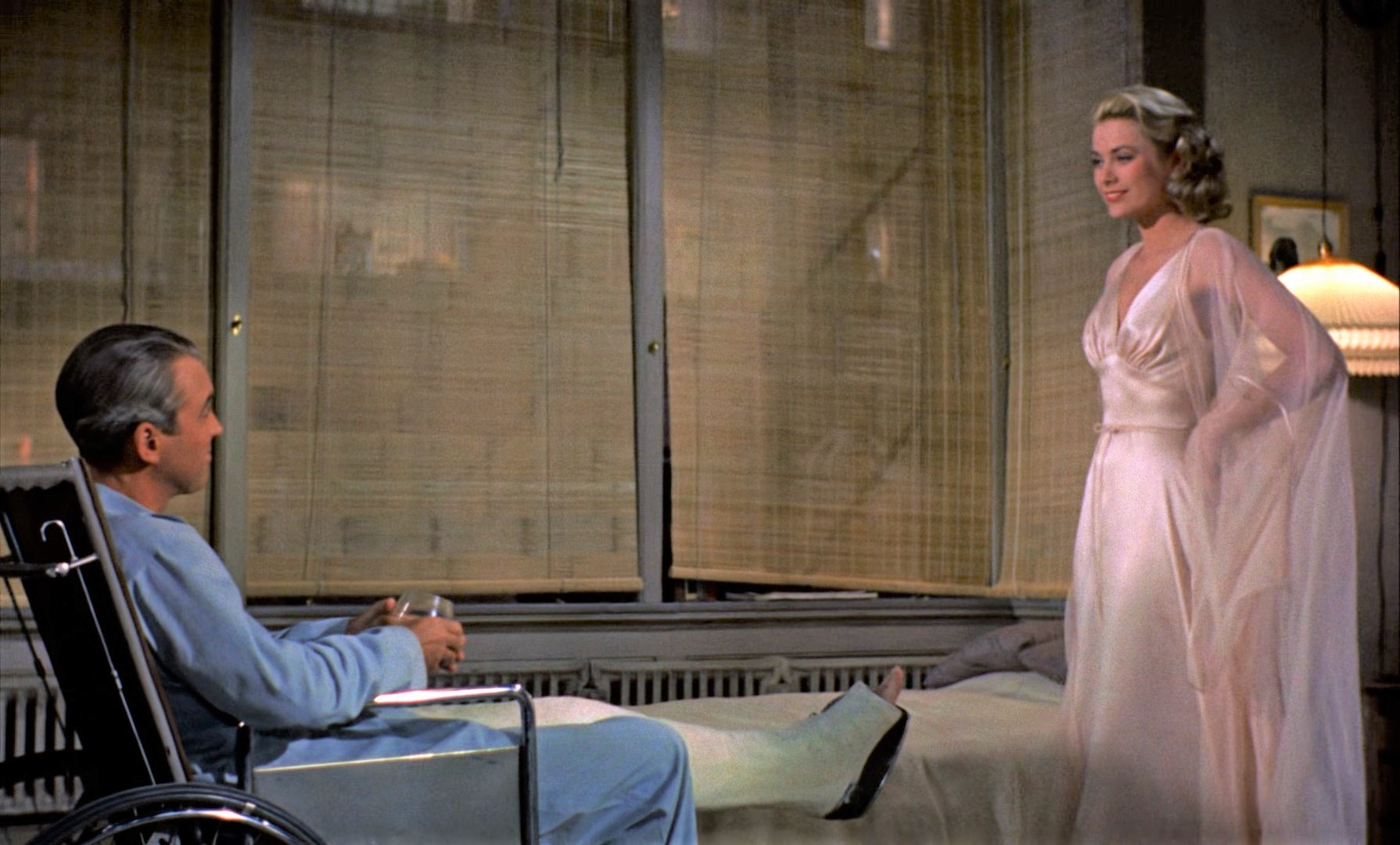
James Stewart et Grace Kelly

Après s'être cassé une jambe au cours d'un reportage sur un circuit automobile, le photographe de presse L. B. « Jeff » Jefferies se retrouve dans un fauteuil roulant avec une jambe plâtrée. Son état l'oblige à rester dans son appartement new-yorkais de Greenwich Village, dont la fenêtre donne sur une petite cour et plusieurs autres appartements. C'est un mercredi d'été et il fait particulièrement chaud. Jeff passe son temps à observer ses voisins qui, pour s'aérer, laissent leurs propres fenêtres grandes ouvertes. Parmi les locataires d'en face figurent un compositeur, un couple d'âge mûr et son petit chien, une jeune danseuse – « miss Torso » –, qui danse seule le jour et, le soir, invite des hommes de tous âges chez elle, une dame qui s'adonne à la sculpture abstraite, un couple de jeunes mariés, une femme d'une quarantaine d'années qui vit seule – « miss Cœur solitaire » ou « Mademoiselle Célibataire » (« miss Lonelyheart ») –, ainsi qu'un autre couple : un homme d'une carrure assez imposante, et sa femme, malade, semble-t-il, qui reste au lit toute la journée et avec laquelle il semble fréquemment se disputer. Jeff apprendra plus tard qu'il s'agit de Lars Thorwald, un représentant de commerce, et de son épouse Anna, invalide.
Jeff fréquente une séduisante et riche jeune femme, Lisa Fremont, mais il hésite à aller plus loin dans cette relation, par crainte que celle-ci constitue un frein à sa vie aventureuse. Cependant, Stella, l'infirmière qui vient lui rendre visite chaque matin, l'encourage à sceller cette union.
Après avoir vu Thorwald faire plusieurs va-et-vient nocturnes en transportant une valise, Jeff remarque la disparition de l'épouse de Thorwald et voit ensuite le mari nettoyer la valise, y placer des bijoux, puis envelopper une petite scie et un couteau de boucher dans du papier journal. Plus tard, Thorwald ferme une malle en l'attachant avec de la grosse corde et la fait emporter par des hommes. Jeff pense que Thorwald a tué sa femme. Il fait part de ces observations et de ses soupçons à Stella, puis à Lisa. D'abord sceptiques, elles finissent par se laisser convaincre. Jeff explique ensuite à Tom Doyle, un ami détective, qu'ils soupçonnent Thorwald d'avoir tué sa femme et fait disparaître le corps. Doyle mène une petite enquête qui ne révèle rien d'anormal.
Peu après, le chien des voisins est retrouvé mort, étranglé. Lorsque la propriétaire de l'animal le découvre et se met à crier, tous les voisins se précipitent à leur fenêtre pour voir ce qui se passe, à l'exception de Thorwald, qui reste assis dans son appartement toutes lumières éteintes, et dont on voit briller le bout de la cigarette. Convaincu qu'en fin de compte Thorwald s'est bel et bien débarrassé de sa femme, Jeff demande à Lisa de glisser un billet accusateur sous la porte de Thorwald, de façon à pouvoir observer la réaction de celui-ci au moment où il le lira. Pour obliger Thorwald à quitter son appartement, Jeff, ensuite, lui téléphone et lui donne rendez-vous dans un café. Il pense que Thorwald a peut-être dissimulé quelque chose dans le parterre de fleurs et tué le chien afin d'empêcher celui-ci de le déterrer. Thorwald parti, Lisa et Stella partent creuser dans le parterre de fleurs, mais ne trouvent rien.
Lisa escalade alors l'escalier de secours de l'immeuble d'en face et pénètre, par la fenêtre laissée ouverte, dans l'appartement de Thorwald. Quand Thorwald revient et surprend Lisa, Jeff téléphone à la police, qui arrive juste à temps. Au moment de la discussion qui s'ensuit entre Thorwald, les policiers et Lisa, celle-ci a les mains derrière le dos et montre à Jeff une alliance qu'elle a enfilée à l'un de ses doigts et qui appartient à l'épouse de Thorwald. Thorwald la voit faire, prend conscience qu'elle envoie un signal à quelqu'un et remarque, de l'autre côté de la cour, Jeff, qui observe la scène. Lisa se laisse emmener par les policiers.
Jeff, convaincu à présent que Thorwald est un meurtrier, téléphone à Doyle, tandis que Stella se rend au poste de police y verser la caution pour libérer Lisa, laissant Jeff seul dans l'appartement. Bientôt, Jeff se rend compte que Thorwald va venir le rejoindre. Quand Thorwald entre et s'approche de lui, Jeff l'aveugle plusieurs fois temporairement avec les ampoules flash de son appareil photo. Thorwald finit par arriver jusqu'à Jeff, le saisit et le pousse vers la fenêtre ouverte. Jeff tombe juste au moment où des policiers entrent dans l'appartement et où d'autres se précipitent dans la cour pour amortir sa chute. Thorwald avoue le meurtre de sa femme et est arrêté.
Quelques jours plus tard, la vague de chaleur est retombée, et Jeff se repose dans son fauteuil roulant. Il a à présent les deux jambes dans le plâtre. Miss Lonelyheart discute avec le compositeur, le fiancé de miss Torso est de retour après avoir servi dans l'armée, le couple dont le chien a été tué en a un autre, et le couple de jeunes mariés se chamaille. Lisa est étendue à côté de Jeff et parcourt un livre de voyages, mais, aussitôt que Jeff s'est endormi, elle pose le livre et s'empresse d'ouvrir le magazine féminin Harper's Bazaar.

## Fiche technique
- Titre original : Rear Window
- Titre français : Fenêtre sur cour
- Réalisation : Alfred Hitchcock

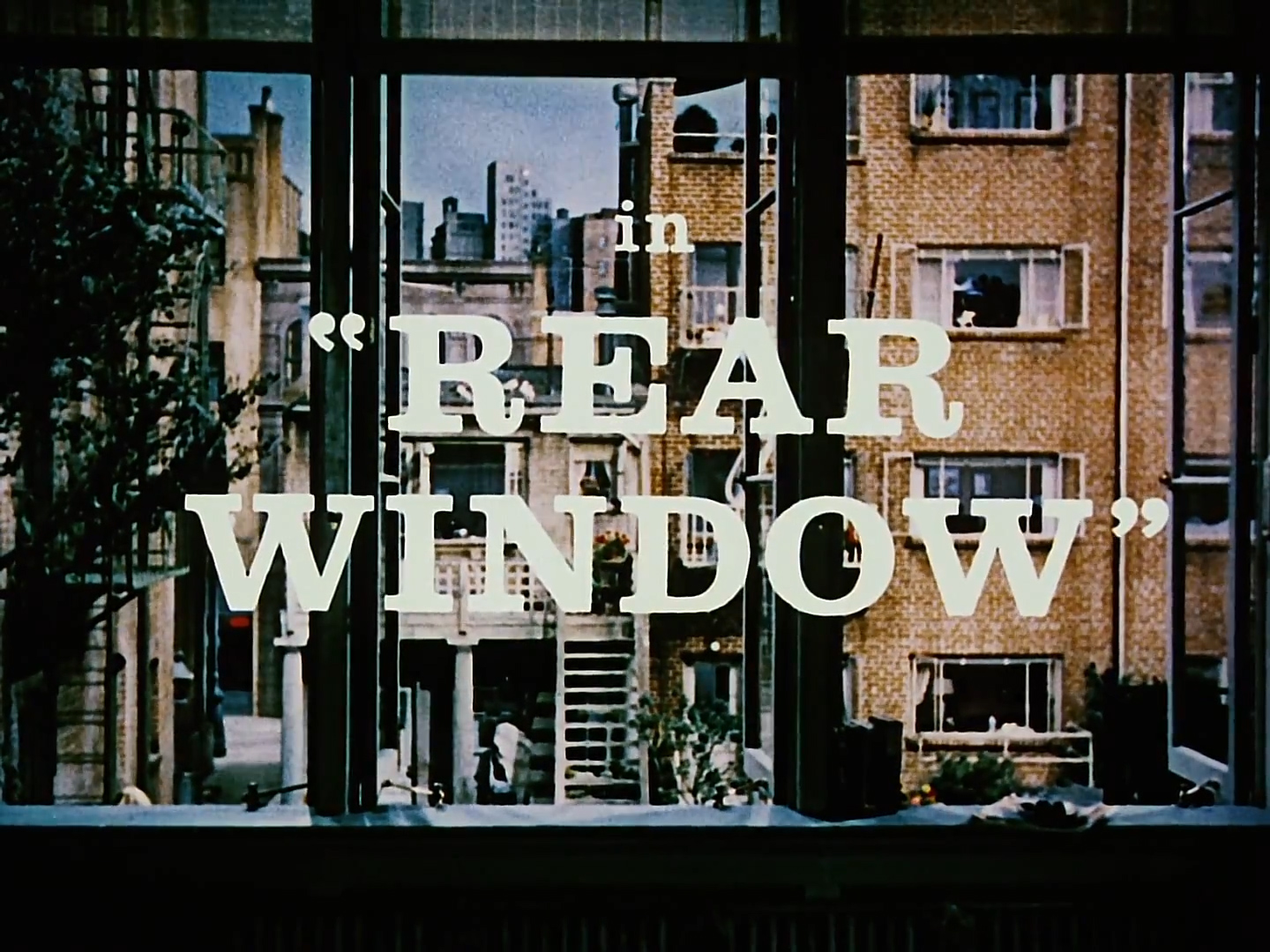
Générique de début

- Scénario : John Michael Hayes, adapté de la nouvelle éponyme de William Irish, pseudonyme de Cornell Woolrich
- Producteur : Alfred Hitchcock
- Photographie : Robert Burks, VISTAVISION
- Ingénieur du son : Loren L. Ryder
- Directeurs artistique : Hal Pereira et Joseph MacMillan Johnson
- Décors : Sam Comer et Ray Moyer
- Costumes : Edith Head
- Musique : Franz Waxman
- Montage : George Tomasini
- Sociétés de production : Alfred J. Hitchcock Productions
- Sociétés de distribution : Paramount Pictures (1954-1983) ; Universal Pictures (depuis 1983) ; Focus Features (version 2000)
- Budget: 1 000 000 $
- Pays d'origine :  États-Unis
- Langue : anglais
- Format : couleurs (Technicolor) - 1,66:1 - mono (Western Electric Recording) - 35 mm
- Genre : Thriller
- Durée : 109 minutes
- Dates de sortie :
  - États-Unis : 1er août 1954
  - Belgique : 4 mars 1955
  - France : 25 avril 1955
- Affiche : Roger Soubie (France)

## Distribution
- James Stewart (VF : Roger Tréville) : Jeff Jefferies
- Grace Kelly (VF : Élina Labourdette) : Lisa Carol Fremont
- Wendell Corey (VF : Jean-Henri Chambois) : le lieutenant Thomas J. Doyle
- Thelma Ritter (VF : Marie Francey) : Stella
- Raymond Burr (VF : Raymond Destac) : Lars Thorwald
- Judith Evelyn (VF : Thérèse Rigaut) : Mlle Cœur solitaire
- Ross Bagdasarian Sr. (VF : Roger Rudel) : le pianiste
- Georgine Darcy : Mlle Torso
- Sara Berner (VF : Cécile Dylma) : la propriétaire du chien enterré
- Frank Cady
- Jesslyn Fax
- Rand Harper
- Irene Winston
- Havis Davenport
- Richard Simmons : un homme chez Mlle Torso
- Gig Young (VF : René Fleur) : Rédacteur en chef au téléphone
- Anthony Warde (VF : Paul Lalloz) : le détective —vêtu de bleu— s'adressant à l'inspecteur Doyle depuis l'appartement situé à l'étage

## Production
Fenêtre sur cour fonctionne en grande partie sur le modèle champ-contrechamp. « [Un] homme immobile regarde au dehors. C'est un premier morceau de film. [Un] deuxième morceau fait apparaître ce qu'il voit et [un] troisième montre sa réaction. » La caméra subjective est dès lors utilisée tout au long de l'histoire. Ce n'est qu'à la fin que s'installe la caméra dans la cour, selon un principe hitchcockien préférant garder des images en réserve pour le moment le plus dramatique. L'espace est alors vu sous plusieurs angles, devenant ainsi objectif.
Le traditionnel caméo apparaît à la 25e minute. Hitchcock est visible jouant le rôle d'un personnage qui remonte la pendule dans un des appartements faisant face à celui de Jefferies, pendant qu'une personne joue du piano (il s'agit du pianiste et compositeur Rostom Bagdasarian).
Dans un article autour du film intitulé « Le studio de tournage de l'esprit », Roberto Calasso rapporte une phrase de Hitchcock disant que « Fenêtre sur cour est totalement un processus mental, conduit à travers des moyens visuels » ; et Calasso commente ainsi cette place centrale d'un œil souverain, celui du personnage principal (photographe), de la caméra et du spectateur : « Peut-être - et le titre anglais (Rear Window) l'indique déjà - que c'est une fenêtre qui s'ouvre sur ce qui éternellement se trouve « derrière » le monde : le théâtre de pose de l'esprit. »

## Distinctions
- Prix Edgar-Allan-Poe du meilleur scénario en 1955 pour John Michael Hayes

## Analyse

### Influences
Pour écrire le scénario de Fenêtre sur cour, Hitchcock s'inspire de l’idylle naissante entre Ingrid Bergman et Robert Capa alors que ce dernier est photographe de plateau sur le film Les Enchaînés.
Fenêtre sur cour a influencé et inspiré d'autres scénaristes. En effet, plusieurs séries télévisées et films reprennent le scénario de l'œuvre d'Hitchcock de plus ou moins près.

On peut par exemple citer l'autre adaptation, portant le même titre Fenêtre sur cour, téléfilm ayant reçu trois nominations et une récompense, réalisé en 1998 par Jeff Bleckner avec Christopher Reeve dans le rôle principal.

L'épisode 5-19 de la série policière Castle, titré The Lives of Others, en  2013, est construit comme un pastiche explicite du film hitchcockien.
De même, l'épisode Fenêtre sur rue (épisode 21 de la saison 6) de la série Les Experts : Manhattan est très fortement inspiré par le film.

Il convient aussi d'ajouter le film Paranoïak, avec le jeune Shia LaBeouf, histoire d'un jeune homme placé sous contrôle judiciaire, témoin du meurtre de sa voisine.

Mais la liste est encore longue, le même scénario (ou des allusions) est repris dans un épisode des Simpson, de Persons of Interest, un épisode de la série 70's Show reprend plusieurs scènes de films d'Hitchcock (Les Oiseaux, Fenêtre sur cour, La Mort aux trousses…). Dean Winchester, joué par Jensen Ackles, fait allusion au film qu'il croit revivre, Dean a en effet la jambe plâtrée dans l'épisode 3 de la saison 7 de Supernatural. Il dit se faire un remake du film. L'épisode 7 de la saison 4 de la série Raising Hope reprend la trame du film. De plus, Virginia (Martha Plimpton) y adopte le style vestimentaire et les poses de Grace Kelly. Cet épisode fait également référence aux Oiseaux et à Psychose, et utilise le procédé du travelling contrarié, comme dans Sueurs froides.
Le chanteur Renan Luce fait référence au film dans le clip de sa chanson Les Voisines de 2006 : on le voit la jambe cassée, assis dans un fauteuil, espionnant ses voisines avec des jumelles.

## Musique du film
Lors de la soirée chez le pianiste on entend les fêtards chanter Mona Lisa en chœur. 